# Manchester Royal Infirmary
Le Manchester Royal Infirmary (MRI) est un centre hospitalier situé à Manchester, en Angleterre qui a été fondé en 1752 par Charles White sous la forme d'un hôpital rural pouvant s'occuper de douze patients. Le Manchester Royal Infirmary fait partie d'un ensemble plus important, le NHS Trust qui comprend plusieurs hôpitaux regroupés au sein du Central Manchester University Hospitals NHS Foundation Trust. Il s'agit d'un Centre hospitalier universitaire dépendant de l'école de Médecin de l'Université de Manchester. les autres centre hospitaliers universitaires membres du NHS trust sont: St Mary's Hospital (fondé en 1790), le Manchester Royal Eye Hospital (1814), le University Dental Hospital of Manchester (1884) et le Royal Manchester Children's Hospital (1829).